# Салиети
Салиети (груз. სალიეთი) — село в Грузии, на территории Чиатурского муниципалитета края (мхаре) Имеретия.

## География
Село находится на западе центральной части Грузии, на правом берегу реки Квирилы, на расстоянии приблизительно 5 километров (по прямой) к юго-западу от города Чиатура, административного центра муниципалитета. Абсолютная высота — 535 метров над уровнем моря.

## Население
По результатам официальной переписи населения 2014 года, в Салиети проживал 231 человек (121 мужчина и 110 женщин). В национальной структуре населения грузины составляли 99,6 %, русские — 0,4 %.
| Год  | Население, человек |
| ---- | ------------------ |
| 2002 | 418                |
| 2014 | ↘ 231              |